# Pionosyllis anops
Pionosyllis anops är en ringmaskart som beskrevs av Hartman 1953. Pionosyllis anops ingår i släktet Pionosyllis och familjen Syllidae. Inga underarter finns listade i Catalogue of Life.